# Cremnophila linguifolia
Cremnophila linguifolia är en fetbladsväxtart som först beskrevs av Lemaire, och fick sitt nu gällande namn av Reid Venable Moran. Cremnophila linguifolia ingår i släktet Cremnophila och familjen fetbladsväxter. Inga underarter finns listade i Catalogue of Life.